# Vasudevella sporoboli
Vasudevella sporoboli är en svampart som beskrevs av Chona, Munjal & Bajaj 1957. Vasudevella sporoboli ingår i släktet Vasudevella, divisionen sporsäcksvampar och riket svampar.   Inga underarter finns listade i Catalogue of Life.